# Maciej Popko
Maciej Norbert Popko (* 3. Dezember 1936 in Częstochowa; † 22. November 2014 in Warschau) war ein polnischer Hethitologe und in den 1960ern und 1970ern ein führender polnischer Bergsteiger. Er war Professor an der Fakultät für Orientalische Studien der Universität Warschau, seine Spezialgebiete waren die Hethitische Religion und Sprache.

## Leben
Er studierte ursprünglich an der Technischen Universität Łódź, begann sich aufgrund seiner Kontakte, die er als Bergsteiger hatte, für Geisteswissenschaften zu interessieren und wechselte 1958 an die Universität Warschau. Er schloss sein Studium dort 1963 ab und arbeitete anschließend an der Universität Warschau. 1968 promovierte er mit einer Grammatik der hethitischen Sprache. 1978 habilitierte er mit einer Arbeit über hethitische Religion. Er wurde 1987 Professor an der Orientalischen Fakultät der Universität Warschau.
Maciej Popko bestieg vor allem Berge in Kleinasien sowie im Pamir und Hindukusch. Er ist der Herausgeber eines der bekanntesten polnischen Kletterbücher mit dem Titel „Alpinizm“ (1971 und 1974).

## Schriften (Auswahl)
- Turcja. Wiedza Powszechna, Warschau 1971.
- Mitologia hetyckiej Anatolii. Wydawnictwa Artystyczne i Filmowe, Warschau 1976.
- Religie starożytnej Anatolii. Iskry, Warschau 1980, ISBN 83-207-0096-5.
- Magia i wróżbiarstwo u Hetytów. Państwowy Instytut Wydawniczy, Warschau 1982, ISBN 83-06-00730-1.
- Wierzenia ludów starożytnej Azji Mniejszej. Młodzieżowa Agencja Wydawnicza, Warschau 1989, ISBN 83-203-2972-6.
- Zippalanda. Ein Kultzentrum im hethitischen Kleinasien (= Texte der Hethiter. 21). Universitätsverlag C. Winter, Heidelberg 1994, ISBN 3-8253-0129-X.
- Religions of Asia Minor. Dialog, Warschau 1995, ISBN 83-86483-18-0.
- Ludy i języki starożytnej Anatolii. Dialog, Warschau 1999, ISBN 83-88238-01-09.
  - Deutsch: Völker und Sprachen Altanatoliens. Harrassowitz, Wiesbaden 2008, ISBN 978-3-447-05708-0.
- Arinna. Eine heilige Stadt der Hethiter (= Studien zu den Boǧazköy-Texten. 50). Harrassowitz, Wiesbaden 2009, ISBN 978-3-447-05867-4.